# Florent Castelnérac
Florent Castelnérac (également connu sous le pseudonyme Hylis, né en 1975) est l'un des fondateurs et président de l'entreprise de développement de jeux vidéo Nadeo. Il a réalisé les jeux de la série TrackMania, Virtual Skipper et le jeu ShootMania Storm.

## Biographie
Florent Castelnérac, connu dans la communauté sous le nom de Hylis, est l'un des fondateurs et directeur général de Nadeo. Au cours de ses études, il fonde un club amateur de développeur de jeux vidéo, avec des amis, Xavier Bouchoux, Jean-Sébastien Luce et Damien Quilot. Par la suite les membres de ce petit cercle formera les bases du studio de développement Nadeo, officiellement fondé en 2000,.
Castelnérac est un passionné du jeu vidéo, qui comprend sur le tard qu'il veut en faire son métier. Il trouve un premier stage chez Delphine Software, puis chez Duran Duboi, où il fait même embaucher certains des anciens camarades de son école. Pourtant au départ, l'entreprise n'est pas spécialisée dans la production de jeux vidéo. Duran Duboi et ses équipes créent principalement des outils permettant de réaliser des effets spéciaux, notamment pour le cinéma. Dans le but de créer des films d'animation, l'entreprise développe une technologie permettant de créer des images de jeux vidéo. Castelnérac est embauché pour réaliser cette tâche et pour lui, Duran Duboi « doit donc aussi faire un jeu vidéo ». Il dévoile plus tard que la réalisation d'un jeu vidéo est même une contre-partie à son embauche et le développement de ce moteur de jeu. Selon certaines rumeurs, Duran Duboi est également poussé vers le jeu vidéo par Hérold, un passionné de voile, qui impose le développement d'un jeu sur ce thème, Virtual Skipper qui sort en 2000.
Il a réalisé les jeux de la série TrackMania, Virtual Skipper et le jeu ShootMania Storm.
Le magazine français Technikart le place plusieurs fois dans sa liste des 100 personnes « qui tirent les ficelles » en 2008 puis 2009.

## Formation
- Grenoble INP - Ensimag (1995-1998)[8]

## Controverse
En septembre 2020, à la suite de précédentes controverses chez Ubisoft, Nadeo fait l'objet d'une enquête sur le site Numerama concernant des méthodes de management brutales. L'enquête évoque particulièrement « l’emprise de Florent Castelnérac » sur les employés et il est accusé de faits de harcèlement moral. Celui-ci affirme que « l’intégrité [de Nadeo] est jugée solide, à 100 % », en s'appuyant sur une étude réalisée par le cabinet de conseil Great Place to Work.
En avril 2022, un nouvel article du site Numerama remarque que les pages consacrées à Nadeo et à son directeur Florent Castelnérac sur l'encyclopédie Wikipédia ont été ciblées par des modifications semblant relever de la volonté de maquiller cette controverse.